# Asedio de Buñol
El asedio de Buñol fue un enfrentamiento militar ocurrido en julio de 1413, como motivo de la revuelta del conde de Urgel, que enfrentaba a las tropas de Fernando I de Aragón contra las huestes de Jaime II de Urgel.

## Antecedentes
El plan general de Jaime II era sublevar todas las regiones que le podrían resultar favorables. Entre sus señoríos, se encontraba Buñol, donde la población era en su mayoría de tendencia urgelista.
Al comenzar la revuelta, Fernando I, elegido príncipe castellano, puso sitió a todos los dominios de Jaime II, y entre ellos se encontraba Buñol.

## El sitio
El gobierno de Valencia se dedicó a enviar a José Escribá, leal al nuevo príncipe, con una partida de entre 60 y 100 ballesteros, 20 caballeros y la artillería que había quedado en Sagunto. Entonces, los leales a Jaime se hicieron fuertes en el castillo de Buñol.
A comienzos de julio, las tropas ferdandistas sitiaron al castillo. El día 5, el gobierno de la ciudad de Valencia envió refuerzos para las tropas leales. El asedio transcurrió sin incidentes mayores y las tropas asediadas se mantuvieron a las esperas de alguna ayuda exterior de Jaime II y sus tropas leales.
Poco después, tan solo el 19 de julio, las tropas urgelistas se rindieron y entregaron el castillo a los ferdandistas. De esta forma, terminaría la sublevación urgelista en el Reino de Valencia.